# Maxim Fokin
Maxim Fokin, född 12 augusti 1986, är en svensk/rysk ishockeyspelare och assisterande tränare, son till Sergej Fokin. 
År 2011 tog han guld i turkiska ligan för Baskent Yildizlari SK där han var både spelare och tränare och gjorde 41 poäng på åtta matcher. 2012 spelar han för och tränar Canterbury Red Devils på Nya Zeeland. Säsongen 2010/2011 var han assisterande tränare för turkiska U18-landslaget. Efter spelarkarriärens slut har Fokin varit aktiv som ishockeydomare.